# Bruno Ahlberg
Bruno Ahlberg (n. 23 aprilie 1911, Esbo, Finlanda – d. 9 februarie 1966, Helsingfors, Finlanda) a fost un boxer ce a reprezentat Finlanda, medaliat olimpic. A participat la două ediții ale Jocurilor Olimpice (1932, 1936) în care a câștigat o medalie de bronz.